# Les Chutes-de-la-Chaudière
Pour les articles homonymes, voir Chaudière (homonymie).
Les Chutes-de-la-Chaudière était une municipalité régionale de comté ayant existé entre le 1er janvier 1982 et le 31 décembre 2001. Elle cessa d'exister, car la plupart des entités municipales des Chutes-de-la-Chaudières et de la municipalité régionale de comté voisine, Desjardins, ont fusionné pour donner naissance à la nouvelle ville de Lévis.

## Toponymie
Le toponyme de la municipalité régionale de comté provient de la présence des chutes de la Chaudière sur le cours de la rivière du même nom à proximité de l'ancienne ville de Charny.

## Géographie

### Entités territoriales
Lors de la dissolution de la municipalité régionale de comté au 31 décembre 2001, elle regroupait les entités municipales suivantes:
| Nom                           | Statut       |
| ----------------------------- | ------------ |
| Charny                        | Ville        |
| Sainte-Hélène-de-Breakeyville | Paroisse     |
| Saint-Étienne-de-Lauzon       | Municipalité |
| Saint-Jean-Chrysostome        | Ville        |
| Saint-Lambert-de-Lauzon       | Paroisse     |
| Saint-Nicolas                 | Ville        |
| Saint-Rédempteur              | Ville        |
| Saint-Romuald                 | Ville        |

## Histoire
Lors de la création de la municipalité régionale de comté en 1982, elle comptait une entité municipale en plus, la municipalité de Bernières a fusionnée avec la ville de Saint-Nicolas le 21 septembre 1994.

## Démographie
| 1986   | 1991   | 1996   | 2001   |
| ------ | ------ | ------ | ------ |
| 56 920 | 67 479 | 75 598 | 78 808 |

## Administration
| Période | Période | Identité        | Étiquette                              | Qualité |
| ------- | ------- | --------------- | -------------------------------------- | ------- |
| 1982    | 1984    | Pierre Allard   | Maire de Saint-Nicolas                 |         |
| 1984    | 1987    | Denis Grenier   | Maire de Saint-Romuald                 |         |
| 1987    | 1991    | Marc Lavallée   | Maire de Charny                        |         |
| 1991    | 1995    | Claude Boiteau  | Maire de Saint-Rédempteur              |         |
| 1995    | 1997    | Gilles Boutin   | Maire de Sainte-Hélène-de-Breakeyville |         |
| 1997    | 2001    | Christian Jobin | Maire de Saint-Étienne-de-Lauzon       |         |